# سيسيل إرنست كلود فيشر
سيسيل إرنست كلود فيشر (1874-1950) (بالإنجليزية: Cecil Ernest Claude Fischer)‏ هو عالم نبات بريطاني.